# 河道総督
河道総督（かどうそうとく、満洲語：ᠪᠢᠷᠠᡞ
ᠵᡠᡤᡡᠨ ᠪᡝ
ᡠᡥᡝᠷᡞ
ᠬᠠᡩ᠋ᠠᠯᠠᠷᠠ
ᠠᠮᠪᠠᠨ、転写：birai jugūn be uheri kadalara amban）は清朝の官職。正二品。軍事と政治を担当した他の総督とは異なり、河道の管理と治水の専門官であった。
河道総督には以下の種類があった。
- 江南河道総督（南河総督）：清江浦に駐在。
- 河南河道総督
- 山東河道総督（東河総督）：済寧に駐在。
- 直隷河道総督（北河総督）：直隷総督が兼任。